# 糸奇はな
糸奇 はな（いとき はな、9月15日 - ）は、日本の女性シンガーソングライター。

## 来歴
京都市立芸術大学音楽学部声楽専攻卒業。幼少のころ、海外生活を送っていた中で観た『オペラ座の怪人』に衝撃を受け、憧れたことが声楽を学ぶきっかけとなった。
2011年、大学生のころにDTMソフトを購入し動画サイトで音楽活動を開始した。多数のアレンジ曲、オリジナル曲を動画としてアップロードする。
音楽活動をしていく延長で、2016年8月10日に自主制作CD『体内時計』を作成しインターネット上で個人販売した。このCDのパッケージは、楽曲をイメージした版画を一枚一枚手刷りした紙のものであり、糸奇はなの「糸」にちなんだ110枚限定で販売された。また、同CDは即完売した。その人気が音楽関係者の目に留まり、レプリカ盤がタワーレコード株式会社から限定でリリースされることとなった。
2017年秋、テレビアニメ『魔法使いの嫁』のエンディングテーマ「環-cycle-」のシンガーを担当しメジャーデビューを果たす。
翌年の2018年8月には、1stフルアルバム「PRAY」をリリースした。
2018年から会場でのライブパフォーマンスを開始、2018年3月1stライブ「The Other Side Of The MAGIC MIRROR」@ 渋谷サラヴァ東京、2018年9月 2ndライブ「PLAY In The Flame」@SHIBUYA PLEASURE PRESURE、2019年 3月3rdライブ「PRAY In The FLAME」@ 原宿VACANT、2019年11月 4rdライブ「Dreaming In my Own Void」@ 渋谷Galaxy銀河系、2020年2月 5thライブ「Drowning In my Own Void」@表参道LAPIN ET HALOTと、いずれも幕と映像を駆使した幻想的なワンマンライブを行った。
2020年1月に2ndフルアルバム「VOID」をリリースした。
この頃から海外アーティストとのコラボ活動、絵の個展を開催するなど積極的に活動の輪を広げ、2025年3月の東京APIA40での初めてのピアノ弾き語りコンサートでは、アンティークなラジオ番組の演出と新たに編曲したピアノ演奏と歌声でファンを魅了した。さらに同年7月放映開始TVアニメ アークナイツ【焔燼曙明/RISE FROM EMBER】エンディングテーマ「Truth」の作詞・作曲・歌唱を担当している。10月24日には『アークナイツ』フィルムコンサート【暁光追奏/FILM ON ORCHESTRA@ LINE CUBE SHIBUYA(東京/渋谷)】にスペシャルゲストとして出演予定。
歌唱、作詞、作曲、編曲、打ち込み、楽器演奏（ピアノ、フルート、メロディカ、、）と音楽創作の全てをこなし、イラスト、動画、漫画、版画、刺繍、ゲーム作りからモールス信号まで、様々な手法で独自の世界を表現し世界中に発信し続ける感性溢れるマルチアーティストとして活躍中。

## 人物
歯、はさみ、うさぎ、お酒が好き。公式サイトや創作の方向性の通り、ゴシックなデザインも好む。
また、前述した版画のほかにも刺繍、イラスト、漫画などを手掛けており、それらを利用して独特な世界観を表現する。
そのため、音楽での活動を行いながらも創作活動を行っており、スマートフォン用のアプリまでもリリースし楽曲とイラストをかけ合わせた独特な世界観を表現することもある。
ゲームが好きで、『星のカービィ』や『MOTHER』などをプレイしており、それらのゲームミュージックも好む。

## 音楽性
『オペラ座の怪人』の影響により声楽を学んだことからボーカルパフォーマンスとストーリー性が重視された歌詞、クラシカルでありながらところどころでチップチューンを混在させた独特な音楽で、最先端となった作曲となっており、幻想的で印象的なハイブリッドなアーティストとされている。
また、キング・クリムゾンやスージー・アンド・ザ・バンシーズをフェイバリットとしており、その影響かジャンルをプログレシッブ・ロックとした音楽も作曲した。
個人製作で、ゲームミュージックなどのアレンジ曲を作曲することがあり、元の楽曲が持つ雰囲気・世界観・キャラクター性を大切にしつつも、独自の解釈を含めた大胆な作詞・編曲を行う。

## ディスコグラフィ

### タワーレコード限定シングル
|     | 発売日     | タイトル                        | 規格品番  | 最高位 |
| --- | ---------- | ------------------------------- | --------- | ------ |
| 1st | 2016/11/10 | 体内時計〈タワーレコード限定〉  | PLCD-0001 |        |
| 2nd | 2017/02/10 | ROLE PLAY〈タワーレコード限定〉 | PLCD-0002 |        |

### シングル
|     | 発売日     | タイトル  | 規格品番   | 最高位 | 備考                                            |
| --- | ---------- | --------- | ---------- | ------ | ----------------------------------------------- |
| 1st | 2017/11/01 | 環-cycle- | VTCL-35264 | 34位   | 魔法使いの嫁 SEASON1第1クールエンディングテーマ |

### EP
| 発売日         | タイトル |
| -------------- | -------- |
| 2019年10月10日 | VOID I   |
| 2019年12月10日 | VOID II  |

### 配信シングル
| 発売日         | タイトル                                     | 収録CD              | 備考                                                            |
| -------------- | -------------------------------------------- | ------------------- | --------------------------------------------------------------- |
| 2018年7月10日  | きみでないのなら                             | 1stアルバム『PRAY』 |                                                                 |
| 2020年11月18日 | リベラ                                       |                     |                                                                 |
| 2021年3月26日  | ぼくの死因                                   |                     |                                                                 |
| 2022年10月31日 | Skies Forever Blue / Toby Fox&糸奇はな       |                     |                                                                 |
| 2022年10月31日 | Skies Forever Blue (Instrumental Version)    |                     |                                                                 |
| 2023年3月17日  | 夜明け                                       |                     |                                                                 |
| 2023年3月31日  | THE GREATEST LIVING SHOW / 糸奇はな&Toby Fox |                     |                                                                 |
| 2024年12月24日 | 手紙                                         |                     |                                                                 |
| 2025年8月16日  | Truth                                        |                     | アークナイツ第3期【焔燼曙明/RISE FROM EMBER】エンディングテーマ |

### アルバム
|     | 発売日         | タイトル    | 規格品番                              | 収録曲 | 備考 |
| --- | -------------- | ----------- | ------------------------------------- | ------ | ---- |
| 1st | 2018年8月7日   | PRAY        | PLCD-1187:初回限定盤 PLCD-0003:通常盤 |        |      |
| 2nd | 2018年11月10日 | SLEEP HOUSE |                                       |        |      |
| 3rd | 2020年1月10日  | VOID        |                                       |        |      |

### 個人販売
|     | 発売日     | タイトル   | 発売場所  |
| --- | ---------- | ---------- | --------- |
| 1st | 2016/08/10 | 体内時計   | 通信販売  |
| 2nd | 2016/12/10 | ROLE PLAY  | 通信販売  |
| 3rd | 2017/10/29 | 四角い世界 | M3-2017秋 |

## ゲーム　サウンドトラック
Fat Bard ＜Runner＞　エスケープ　Vocal Tracks (2022)
Fat Bard <Rogue Flight> Yokou Vocal Tracks (2024)
Toby Fox "Dark Sanctuary"  Deltarune Chapter 3-4  (2025)